# Чаусово (Калужская область)
Чаусово — деревня в Жуковском районе Калужской области России. Входит в состав сельского поселения «Село Совхоз Чаусово».

## География
Деревня находится в северо-восточной части Калужской области, в зоне хвойно-широколиственных лесов, при автодороге 29Н-173, примерно в 600 метрах на юг от въезда в село Совхоз «Чаусово», в 28,5 км от Жукова, в 9 км от автодороги Обнинск — Жуков — Высокиничи — Кремёнки — Серпухов.

### Климат
Климат характеризуется как умеренно континентальный, с умеренно влажным летом и продолжительной зимой. Среднегодовая многолетняя температура воздуха составляет 4 °С. Средняя температура воздуха самого тёплого месяца (июля) — 17,8 °C (абсолютный максимум — 38 °C); самого холодного (января) — −9,9 °C (абсолютный минимум — −48 °C). Продолжительность периода отрицательных температур 149 дней. Среднегодовое количество атмосферных осадков составляет 749 мм, из которых 466 мм выпадает в тёплый период. Снежный покров держится в течение 136 дней.

## Население
| 2002 | 2010 |
| ---- | ---- |
| 2    | ↘0   |

## Инфраструктура
Личное подсобное хозяйство с зоной сельскохозяйственного использования, индивидуальная застройка усадебного типа.

## Транспорт
Деревня доступна автотранспортом. Остановка общественного транспорта «Деревня Чаусово». 